# Румен Велев – Рувел
Румен Тенев Велев е офицер – и по образование, и по служба в Армията. Но в началото на 90-те години и той, заедно с всички българи последва фройдисткия, но и демократичен порив – да бъдем себе си. Така офицерът избра да стане художникът Рувел. Воден от безспорния си талант, Рувел рисуваше по всяко време и навсякъде – дружески шаржове в кафенетата, пленерни пейзажи в Казанлък, цяла България и даже Испания. Когато се върна, събра сили, средства и смелост, за да построи своя собствена арт-галерия в туристическия център на Казанлък – в подножието на Тюлбето и световноизвестната Тракийска гробница. А за 20 години галерия „Рувел“ се превърна в дом на Красотата, но и в дом на приятелството, озарен от неизменната усмивка на Румен; както и в един от центровете на артистичния живот в Града на розите.

## Биография
Художникът е роден през 1951 г. в град Казанлък. Рисуването е негова страст от детството. Има над 15 самостоятелни изложби главно с пейзажи – масло и акварел. През 1999 г. открива собствена галерия „Рувел“ в Казанлък, която се намира до подхода към парк „Тюлбето“. (от Антония Драганова)

## Арт галерия „Рувел“
Арт – галерия „Рувел“ се намира в Етнографския комплекс в Казанлък, недалеч от Тракийската гробница.
Галерията предлага произведения на изкуството, представени в модерна обстановка – картини, малка пластика, сувенири, икони, копия на картини, портрети, рамки, а също така организира и мероприятия.
Най-голямата частна галерия в Казанлък вече има свое място в града, дал на България повече от 150 художници. В нея са излагани творби Греди Аса, Вихрони Попнеделев, Кольо Карамфилов, Филип Зидаров, Любен Зидаров и още редица имена сред първите художници на България.

## Творчество
Първото издание на изложбата „Магията на розата“ е през 2000 година.
- Улица „Скобелевска“, 1998[1]